# 集中治療医学
集中治療医学（しゅうちゅうちりょういがく）は、生命の危機に瀕している急性期重症患者を救命・安定化させ、原因となった疾患を解明して治療へと導く急性期全身管理医学である。クリティカルケア医学とも呼ばれる。
生命維持、侵襲的モニターや蘇生や終末期医療の提供を含む。
この分野を専門とする医師はしばしば集中治療医、クリティカルケア医、またはインテンシビストと呼ばれている。欧米においては集中治療医が常駐して重症患者の管理を行うclosed ICUが一般的である。日本においては集中治療医が極めて不足しているため、各診療科専門医が重症患者の管理を行うopen ICUとなっている施設が多い。
集中治療は、多くの異なる医療専門家からなる集学的チームから成る。このようなチームには、医師や看護師や理学療法士や呼吸療法士や薬剤師などが含まれることが多い。彼らは通常、病院内の集中治療室（ICU）で協力して診療にあたる。
2022年、日本専門医機構サブスペシャルティ領域認定が発表された。これは、現在、公的団体による認証が進められている専門医認定に集中治療医学が正式に含められたことを意味する。